# Baimashi, Shanxi
Baimashi (kinesiska: 白马石, 白马石乡) är en socken i Kina. Den ligger i provinsen Shanxi, i den norra delen av landet, omkring 190 kilometer nordost om provinshuvudstaden Taiyuan. Antalet invånare är 11731. Befolkningen består av 5 630 kvinnor och 6 101 män. Barn under 15 år utgör 15,0 %, vuxna 15-64 år 73 %, och äldre över 65 år 10,0 %.
Genomsnittlig årsnederbörd är 701 millimeter. Den regnigaste månaden är juli, med i genomsnitt 185 mm nederbörd, och den torraste är januari, med 4 mm nederbörd.